# 広瀬晴子
広瀬 晴子（ひろせ はるこ、1945年9月23日 ‐ ）は、日本の国家公務員、国際公務員、外交官。
国家公務員として人事院、経済企画庁に、国際公務員としてUNESCO、UNIDOに勤務した後、モロッコ駐箚特命全権大使に就任した。

## 経歴
- 1969年東京大学心理学科卒。米国スタンフォード大学工学部OR学科修士[2]。
- 1968年12月 人事院採用[3]
- 1973年  4月  人事院任用局試験専門官
- 1982年  4月  経済企画庁経済研究所副主任研究官
- 1984年  4月  経済企画庁経済研究所主任研究官
- 1985年  1月  人事院公務員研修所教授
- 1987年  4月 人事院給与局第一課給与調査官
- 1988年11月 人事院給与局参事官
- 1991年12月 人事院退官
- 1992年  1月  国連教育科学文化機関（UNESCO本部：在パリ）人事局長
- 1999年12月  UNESCO地方分権・調整局長
- 2002年  9月  国連工業開発機関（UNIDO：在ウィーン）事務局次長兼プログラム調整・地域事業局長 （至 2006年10月）
- 2006年11月  外務省 在モロッコ特命全権大使
- 2010年  3月  外務省退官
- 2013年  4月  東京工業大学大学院グローバルリーダー教育院特任教授
- 2014年  5月  日本モロッコ協会会長
- 2015年  4月  鎌倉女学院 評議員
- 2016年  6月  エスビー食品株式会社社外取締役
- 2017年  4月  国立大学法人お茶の水女子大学 理事（非常勤）
- 2018年  3月  日機装株式会社社外取締役
- 2020年  6月  三菱瓦斯化学株式会社社外取締役

## 人物
幼い頃から「世界を見たい」という夢を抱いていたが、それを叶えたのは意外に遅い。すでに結婚もしていた33歳で米スタンフォード大に2年半留学した。この時「気持ち次第でやりたいことが実現できると感じた」ことが転機に。46歳でUNESCOの管理職ポストに応募し合格。夫や2人の息子とヨーロッパに渡った。以来、同機関や途上国の工業開発を支援するUNIDOで15年以上キャリアを積んだ。外務省から打診を受けてモロッコ大使に就いたのは、2006年末。10年2月まで約3年3カ月同職を務めた。……20年近く国際機関や外交の舞台で活躍したが「決して語学が得意だったわけではない」と笑う。「世界で一番話されている言葉は『ブロークンイングリッシュ』。言葉の正しさよりもまずは自分の主張があり、それを伝えたいという気持ちが大切」という。
（広瀬晴子さん「モロッコの魅力知って」『タウンニュース 鎌倉版』2016.03.18より引用。）